# Corona muralis

Corona muralis

Pięciobasztowa korona w herbie Białegostoku

Corona muralis (łac.) – w Rzymie w okresie republiki korona ze złota w kształcie murów, dawana temu, który pierwszy wdarł się na mury obleganego, nieprzyjacielskiego miasta. Początkowo mógł ją otrzymać każdy, później nagrodę tę otrzymywali tylko dowódcy.
W heraldyce stosowana jako zwieńczenie tarczy herbu miejskiego, określające rangę miasta – miasta mniejsze używają korony z trzema basztami, miasta większe z czterema, stołeczne z czterema lub pięcioma. 
Barwa heraldyczna corona muralis jest najczęściej czerwona, naturalna – ceglasta, złota lub srebrna.